# Narycia nephelocrana
Narycia nephelocrana är en fjärilsart som beskrevs av Edward Meyrick 1933. Narycia nephelocrana ingår i släktet Narycia och familjen säckspinnare. Inga underarter finns listade i Catalogue of Life.